# Baktalórántháza (delregion)
Baktalórántháza (ungerska: Baktalórántházai kistérség) var en delregion i provinsen Szabolcs-Szatmár-Bereg i regionen Norra Slättlandet i Ungern. Huvudorten i delregionen var Baktalórántháza.

## Orter
| Apagy     | Baktalórántháza | Berkesz     | Besenyőd | Laskod     |
| Levelek   | Magy            | Nyíribrony  | Nyírjákó | Nyírkarász |
| Nyírkércs | Nyírmada        | Nyírtass    | Nyírtét  | Ófehértó   |
| Petneháza | Pusztadobos     | Ramocsaháza | Rohod    |            |